# 瑙吉克尔凯德
瑙吉克尔凯德，是匈牙利沃什州所辖的一个村，总面积9.78平方公里，总人口149，人口密度15.2人/平方公里（2010年1月1日）。